# 1983 год в истории метрополитена
В этой статье перечисляются основные  события из истории метрополитенов в 1983 году. Полужирным шрифтом выделены открытия новых транспортных систем.

## События
- 1 марта — открыта 7-я станция Хельсинкского метрополитена — «Камппи».
- 16 апреля — открыты 3 станции Мюнхенского метрополитена: «Партнахплац», «Вестпарк», «Хольцапфелькройт». В Мюнхене теперь 41 станция.
- 23 апреля — открыт Лилльский метрополитен.
- 28 мая — открыта четвёртая линия  Мюнхенского метрополитена с 3 станциями: «Роткройцплац», «Майллингерштрассе», «Штигльмайерплац». В столице Баварии теперь 44 станции.
- июль — началось строительство станции «Победа» Самарского метрополитена.
- 11 июля — открыта станция Ереванского метрополитена «Горцаранаин».
- 8 ноября — открыта первая очередь Серпуховской линии Московского метрополитена (ныне — Серпуховско-Тимирязевская), содержащая станции: «Серпуховская», «Тульская», «Нагатинская», «Нагорная», «Нахимовский проспект», «Севастопольская», «Чертановская», «Южная». В Московском метрополитене 124 станции.
- В Московском и Ленинградском метрополитенах закончилась эксплуатация вагонов типа «Г».

## Происшествия
| Дата       | Метро                   | Погибли | Пострадали | Описание |
| ---------- | ----------------------- | ------- | ---------- | --- |
| ???        | Московский метрополитен | 0       | 0          | При сооружении натяжной камеры станции, которая строилась над действующими тоннелями метрополитена, были нарушены требования техники безопасности при производстве буровзрывных работ вблизи действующих подземных сооружений. В результате была повреждена обделка действующего тоннеля. |
| 20 октября | Московский метрополитен | 0       | 0          | Закрытие на реконструкцию станции Московского метро «Ленинские горы» из-за ветхости Лужнецкого метромоста. |